# Epub
EPUB е файлов формат за електронни книги, който използва разширението на файла ".epub". Терминът е съкращение за електронна публикация и понякога се нарича ePub. EPUB се поддържа от много електронни четци и съвместим софтуер е наличен за повечето смартфони, таблети и компютри. EPUB е технически стандарт, публикуван от Международния форум за цифрово публикуване (IDPF). Той стана официален стандарт на IDPF през септември 2007 г., заменяйки по-стария стандарт Open eBook (OEB). 
Групата за изследване на книжната индустрия одобрява EPUB 3 като формат на избор за опаковане на съдържание и заявява, че световната издателска индустрия трябва да се обедини около единен стандарт.  EPUB форматът е реализиран като архивен файл, състоящ се от XHTML файлове, носещи съдържанието, заедно с изображения и други поддържащи файлове. EPUB е най-широко поддържаният независим от доставчика XML – базиран (за разлика от PDF) формат на електронни книги; тоест се поддържа от почти всички хардуерни четци, с изключение на Kindle. 

## История
Наследник на отворената структура за публикуване на електронни книги, EPUB 2.0 е одобрен през октомври 2007 г.  с актуализация за поддръжка (2.0.1), одобрена през септември 2010 г. 
Спецификацията EPUB 3.0 влиза в сила през октомври 2011 г., заменена от незначителна актуализация за поддръжка (3.0.1) през юни 2014 г.  Новите основни функции включват поддръжка за прецизно оформление или специализирано форматиране (документи с фиксирано оформление), като например за комикси,  и поддръжка на MathML. Текущата версия на EPUB е 3.2, в сила от 8 май 2019 г.  Спецификацията на формата (текстът на) претърпява реорганизация;  форматът поддържа отдалечено хоствани ресурси и нови формати на шрифтове ( WOFF 2.0 и SFNT ) и използва по-чист HTML и CSS . 
През май 2016 г. членовете на IDPF одобряват сливането на World Wide Web Consortium (W3C) , „за да се изравнят напълно издателската индустрия и основната уеб технология“. 

### Версия 2.0.1
EPUB 2.0 е одобрен през октомври 2007 г. с актуализация за поддръжка (2.0.1), предназначена да изясни и коригира грешките в спецификациите, одобрени през септември 2010 г.  EPUB версия 2.0.1 се състои от три спецификации:
- Open Publication Structure (OPS) 2.0.1, съдържа форматирането на съдържанието си. [14]
- Open Packaging Format (OPF) 2.0.1, описва структурата на .epub файла в XML. [15]
- Open Container Format (OCF) 2.0.1, събира всички файлове като ZIP архив. [16]

EPUB вътрешно използва XHTML или DTBook (XML стандарт, предоставен от DAISY Consortium) за представяне на текста и структурата на документа със съдържанието и подмножество от CSS за осигуряване на оформление и форматиране. XML се използва за създаване на манифеста на документа, съдържанието и EPUB метаданни. И накрая, файловете са групирани в zip файл като формат на опаковката.

#### Структура на отворена публикация 2.0.1
EPUB файл използва XHTML 1.1 (или DTBook) за изграждане на съдържанието на книга от версия 2.0.1. Това е различно от предишните версии (OEBPS 1.2 и по-стари), които използваха подмножество от XHTML. Има обаче няколко ограничения за определени елементи. Типът mime за XHTML документи в EPUB е application/xhtml+xml.
Стилирането и оформлението се извършват с помощта на подмножество от CSS 2.0, наричано OPS Style Sheets. Този специализиран синтаксис изисква системите за четене да поддържат само част от свойствата на CSS и добавя няколко персонализирани свойства. Персонализираните свойства включват oeb-page-head, oeb-page-foot,и oeb-column-number. Вграждането на шрифт може да се осъществи с помощта на @font-face свойството, както и чрез включване на файла с шрифта в манифеста на OPF (вижте по-долу). Типът mime за CSS документи в EPUB е text/css. 
EPUB също така изисква PNG , JPEG , GIF и SVG изображения да се поддържат с помощта на mimetypes image/png, image/jpeg, image/gif, image/svg+xml. Други типове медии са разрешени, но създателите трябва да включват алтернативни предавания, използващи поддържани типове.  За таблица с всички необходими типове mime вижте раздел Section 1.3.7 от спецификацията.
Изисква се Unicode и производителите на съдържание трябва да използват или UTF-8, или UTF-16 кодиране.  Това е за подкрепа на международни и многоезични книги. Системите за четене обаче не са длъжни да предоставят шрифтовете, необходими за показване на всеки символ в Unicode, въпреки че се изисква да показват поне заместител за знаци, които не могат да бъдат показани напълно. 
Примерен скелет на XHTML файл за EPUB изглежда така:
```
<?xml version="1.0" encoding="UTF-8" ?>

<!DOCTYPE html PUBLIC "-//W3C//DTD XHTML 1.1//EN" "http://www.w3.org/TR/xhtml11/DTD/xhtml11.dtd">

<
html
 
xmlns
=
"http://www.w3.org/1999/xhtml"
 
xml:lang
=
"en"
>

  
<
head
>

    
<
meta
 
http-equiv
=
"Content-Type"
 
content
=
"application/xhtml+xml; charset=utf-8"
 
/>

    
<
title
>
Pride and Prejudice
</
title
>

    
<
link
 
rel
=
"stylesheet"
 
href
=
"css/main.css"
 
type
=
"text/css"
 
/>

  
</
head
>

  
<
body
>

    ...
  
</
body
>

</
html
>

```

#### Отворен формат на опаковката 2.0.1
Целта на спецификацията на OPF е да „дефинира“ механизма, чрез който различните компоненти на OPS публикация са обвързани заедно и предоставя допълнителна структура и семантика на електронната публикация“.  Това се постига чрез два XML файла с разширения .opf и .ncx.
.opf файл
OPF файлът съдържа метаданните content.opf на EPUB книгата, манифеста на файла и линейния ред на четене. Този файл има основен елемент и четири дъщерни елемента: metadata, manifest, spine, и guide. Освен това package трябва да има атрибута unique-identifier. Типът mime на .opf файла е application/oebps-package+xml. .
Елементът metadata съдържа цялата информация за метаданните за конкретен EPUB файл. Необходими са три маркера за метаданни (въпреки че са налични много повече): title, language и identifier.title съдържа заглавието на книгата, language съдържа езика на съдържанието на книгата във формат RFC 3066 или неговите наследници, като например по-новия RFC 4646 и identifier съдържа уникален идентификатор за книгата, като например нейния ISBN или URL адрес. Атрибутът identifier's id трябва да е равен на unique-identifier атрибута от package елемента.
Елементът manifest изброява всички файлове, съдържащи се в пакета. Всеки файл е представен от item елемент и има атрибутите id,
href, media-type. Всички XHTML (документи със съдържание), таблици със стилове, изображения или други медии, вградени шрифтове и NCX файлът трябва да бъдат изброени тук. Не трябва да се включват само самият .opf файл,
container.xml, и файловете от тип mimetype.
Елементът spine изброява всички документи с XHTML съдържание в техния линеен ред на четене. Освен това всеки документ със съдържание, който може да бъде достигнат чрез свързване или съдържанието, също трябва да бъде посочен. Атрибутът toc на spine трябва да съдържа id на NCX файла, посочен в манифеста. Всеки itemref елемент idref е зададен на id на съответния документ със съдържание. 
Елементът guide е незадължителен елемент за целите на идентифицирането на основните структурни компоненти на книгата. Всеки reference елемент има атрибутите type, title, href. Файловете, посочени в href трябва да бъдат изброени в манифеста и могат да имат идентификатор на елемент (напр #figures в примера).

Примерен OPF файл:
```
<?xml version="1.0"?>

<package
 
version=
"2.0"
 
xmlns=
"http://www.idpf.org/2007/opf"
 
unique-identifier=
"BookId"
>

  
<metadata
 
xmlns:dc=
"http://purl.org/dc/elements/1.1/"
 
xmlns:opf=
"http://www.idpf.org/2007/opf"
>

    
<dc:title>
Pride
 
and
 
Prejudice
</dc:title>

    
<dc:language>
en
</dc:language>

    
<dc:identifier
 
id=
"BookId"
 
opf:scheme=
"ISBN"
>
123456789X
</dc:identifier>

    
<dc:creator
 
opf:file-as=
"Austen, Jane"
 
opf:role=
"aut"
>
Jane
 
Austen
</dc:creator>

  
</metadata>

  
<manifest>

    
<item
 
id=
"chapter1"
 
href=
"chapter1.xhtml"
 
media-type=
"application/xhtml+xml"
/>

    
<item
 
id=
"appendix"
 
href=
"appendix.xhtml"
 
media-type=
"application/xhtml+xml"
/>

    
<item
 
id=
"stylesheet"
 
href=
"style.css"
 
media-type=
"text/css"
/>

    
<item
 
id=
"ch1-pic"
 
href=
"ch1-pic.png"
 
media-type=
"image/png"
/>

    
<item
 
id=
"myfont"
 
href=
"css/myfont.otf"
 
media-type=
"application/x-font-opentype"
/>

    
<item
 
id=
"ncx"
 
href=
"toc.ncx"
 
media-type=
"application/x-dtbncx+xml"
/>

  
</manifest>

  
<spine
 
toc=
"ncx"
>

    
<itemref
 
idref=
"chapter1"
 
/>

    
<itemref
 
idref=
"appendix"
 
/>

  
</spine>

  
<guide>

    
<reference
 
type=
"loi"
 
title=
"List Of Illustrations"
 
href=
"appendix.xhtml#figures"
 
/>

  
</guide>

</package>

```

.ncx файл
Файлът NCX (Navigation Control file for XML), традиционно наречен toc.ncx, съдържа йерархичната таблица на съдържанието за EPUB файла. Спецификацията за NCX е разработена за Digital Talking Book (DTB), поддържа се от консорциума DAISY и не е част от спецификацията на EPUB. Файлът NCX има тип mime .application/x-dtbncx+xml.
Трябва да се отбележи, че стойностите за елементите docTitle, docAuthor, и meta name="dtb:uid" трябва да съвпадат с техните аналози в OPF файла. Освен това meta name="dtb:depth" елементът е зададен равен на дълбочината на navMap елемента. navPoint елементите могат да бъдат вложени, за да се създаде йерархична таблица със съдържание. Съдържанието на navLabel е текстът, който се появява в съдържанието, генерирано от системи за четене, които използват .ncx.navPoint Елементът на content сочи към документ със съдържание, посочен в манифеста и може също да включва идентификатор на елемент (напр#section1).
Описание на определени изключения от спецификацията NCX, използвана в EPUB, е в Section 2.4.1 на спецификацията. Пълната спецификация за NCX може да бъде намерена в Section 8 от Спецификациите за Digital Talking Book .
Примерен .ncx файл:
```
<?xml version="1.0" encoding="UTF-8"?>

<!DOCTYPE ncx PUBLIC "-//NISO//DTD ncx 2005-1//EN"

"http://www.daisy.org/z3986/2005/ncx-2005-1.dtd">

<ncx
 
version=
"2005-1"
 
xml:lang=
"en"
 
xmlns=
"http://www.daisy.org/z3986/2005/ncx/"
>

  
<head>

<!-- The following four metadata items are required for all NCX documents,

including those that conform to the relaxed constraints of OPS 2.0 -->

    
<meta
 
name=
"dtb:uid"
 
content=
"123456789X"
/>
 
<!-- same as in .opf -->

    
<meta
 
name=
"dtb:depth"
 
content=
"1"
/>
 
<!-- 1 or higher -->

    
<meta
 
name=
"dtb:totalPageCount"
 
content=
"0"
/>
 
<!-- must be 0 -->

    
<meta
 
name=
"dtb:maxPageNumber"
 
content=
"0"
/>
 
<!-- must be 0 -->

  
</head>

  
<docTitle>

    
<text>
Pride
 
and
 
Prejudice
</text>

  
</docTitle>

  
<docAuthor>

    
<text>
Austen,
 
Jane
</text>

  
</docAuthor>

  
<navMap>

    
<navPoint
 
class=
"chapter"
 
id=
"chapter1"
 
playOrder=
"1"
>

      
<navLabel><text>
Chapter
 
1
</text></navLabel>

      
<content
 
src=
"chapter1.xhtml"
/>

    
</navPoint>

  
</navMap>

</ncx>

```